# Olga Havlová (politička)
Olga Havlová (* 25. července 1953 Prostějov) je česká politička a knihovnice, v letech 2013 až 2017 poslankyně zvolená jako členka Věcí veřejných na kandidátce hnutí Úsvit přímé demokracie Tomia Okamury, od listopadu 2013 do července 2015 místopředsedkyně Věcí veřejných (od ledna 2014 1. místopředsedkyně), od roku 2002 zastupitelka obce Jindřichov na Krnovsku a v letech 2015 až 2018 místopředsedkyně hnutí Úsvit – Národní Koalice. Od roku 2024 je členkou strany ČSSD – Česká suverenita sociální demokracie.

## Život
Vystudovala gymnázium. Pracovala jako mzdová účetní, referentka vysokoškolského studijního oddělení i vedoucí mzdové účtárny. Při obci Jindřichov působila jako sociální pracovnice a později jako knihovnice.
Angažuje se ve veřejném životě. V Jindřichově, kde od roku 1993 žije, zorganizovala protestní petici, která poukazovala na to, že projekt na nové čističky a kanalizace za 130 milionů korun byl údajně pro obec zbytečný luxus a plýtvání.
Olga Havlová má dvě děti.

## Politické působení
Do politiky se pokoušela vstoupit, když kandidovala v komunálních volbách v roce 1998 jako nestranička za hnutí Nezávislí do zastupitelstva obce Jindřichov na Krnovsku, ale neuspěla. Do zastupitelstva se tak dostala až v komunálních volbách v roce 2002, když kandidovala jako nestraník za subjekt Volby 2002 - "Vlasta". Mandát zastupitelky obce obhájila v komunálních volbách v roce 2006 jako nestraník za subjekt Volby 2006 - "Olga", v komunálních volbách v roce 2010 a 2014 jako členka Věcí veřejných.
Ve volbách do Poslanecké sněmovny PČR v roce 2010 kandidovala za Věci veřejné v Moravskoslezském kraji, ale neuspěla. O tři roky později ve volbách do Poslanecké sněmovny PČR v roce 2013 opět kandidovala v Moravskoslezském kraji jako členka Věcí veřejných, ale tentokrát na druhém místě kandidátky hnutí Úsvit přímé demokracie Tomia Okamury a byla zvolena poslankyní.
V listopadu 2013 byla zároveň zvolena místopředsedkyní Věcí veřejných. 25. ledna 2014 byla na sjezdu zvolena 1. místopředsedkyní strany. V polovině července 2015 se strana Věci veřejné transformovala na spolek Věci veřejné a tím zanikl její mandát 1. místopředsedkyně strany. Byla však zvolena první předsedkyní spolku. V srpnu 2015 se stala na volební konferenci hnutí Úsvit – Národní Koalice jeho místopředsedkyní. V listopadu 2016 funkci místopředsedkyně na volebním sněmu obhájila. Zastávala ji až do března 2018, kdy se hnutí transformovalo na spolek.
V prosinci 2013 byla zvolena místopředsedkyní zemědělského výboru. V poslanecké sněmovně se zabývala především kvalitou ovzduší na Ostravsku, kde kritizovala dlouhodobé porušování emisních limitů. Rovněž se zabývala problematikou horníků a jejich předčasných odchodů do důchodu. Komunikovala s předsedou odborového svazu horníků o nápravě situace.[zdroj?]
Ve volbách do Evropského parlamentu v roce 2014 kandidovala na 27. místě kandidátky Věcí veřejných, ale neuspěla. V krajských volbách v roce 2016 kandidovala z pozice členky hnutí Úsvit – Národní Koalice na kandidátce subjektu "Úsvit s Blokem proti islamizaci" do Zastupitelstva Moravskoslezského kraje, ale opět neuspěla.
Ve volbách do Poslanecké sněmovny PČR v roce 2017 obhajovala svůj poslanecký mandát jako členka hnutí Úsvit – Národní Koalice z pozice lídryně na kandidátce strany Blok proti islamizaci – Obrana domova v Moravskoslezském kraji, ale neuspěla.
V komunálních volbách v roce 2018 obhájila jako nestranička za hnutí Otevřená radnice mandát zastupitelky obce Jindřichov z pozice lídryně kandidátky. Následně byla zvolena do vedení obce jako místostarostka. Ve volbách v roce 2022 obhájila mandát zastupitelky obce jako nestranička za hnutí Bezpečnost, odpovědnost, solidarita, opět z pozice lídryně kandidátky. Skončila však jako místostarostka obce.
Od roku 2024 je členkou strany ČSSD – Česká suverenita sociální demokracie (dříve Suverenita – Blok Jany Bobošíkové, Česká Suverenita a Volný blok). Ve volbách do Evropského parlamentu v červnu 2024 kandidovala jako členka strany ČSSD na 25. místě kandidátky uskupení „ČSSD – Česká suverenita sociální demokracie“ (tj. ČSSD, DOMOV a hnutí Směr). Uskupení však získalo pouze 0,25 % hlasů a zvolena tak nebyla.